# Geschichten aus der Gruft (Zeichentrickserie)
Geschichten aus der Gruft (engl. Tales from the Cryptkeeper für Staffel 1 und 2 und New Tales from the Cryptkeeper für Staffel 3) ist eine US-amerikanische Zeichentrickserie, die ebenso wie die parallel ausgestrahlte Real-Serie auf der gleichnamigen Comicreihe aus den 1950er Jahren basiert. Die primäre Zielgruppe dieser Adaption sind Kinder, während es sich bei der Real-Serie um eine Horror-Produktion für Erwachsene handelt.
Die Serie wurde am 10. Dezember 1994 nach nur zwei Staffeln abgesetzt, wurde aber am 2. Oktober 1999 mit einer neuen dritten Staffel unter dem Titel New Tales from the Cryptkeeper fortgesetzt.

## Handlung
Der Grufti (in der US-Fassung Crypti oder Cryptkeeper) erzählt den Zuschauern in jeder Folge eine oder zwei Gruselgeschichten, welche allerdings, im Gegensatz zu jenen aus der Real-Serie, stets mit einem glücklichen Ende und einer moralischen Pointe, wie zum Beispiel „Beurteile andere nie nach ihrem Aussehen“ oder „Wer anderen eine Grube gräbt …“ enden. Prinz Chuck alias Prinz Charmant und sein nicht eineiiger Zwilling Melvin und Chucks Mustang (Pferd) und die Hobbydetektivinnen Camille und Mildred treten mehrmals auf, Letztere bekommen bei ihren Abenteuern das Fürchten gelehrt und sind am Ende eine Erfahrung reicher, während der Mickerling Melvin am Ende immer als Sieger und der hochnäsige Chuck als Verlierer dasteht. Ein häufig wiederkehrendes Motiv ist, dass ein griesgrämiger Charakter wie „Onkel Harry“ oder „Bill“, der Sommercampleiter, durch ein Schockerlebnis (Besuch einer Geisterbahn, nachts allein im Wald) wachgerüttelt und dadurch freundlich wird.
Während Grufti in der ersten Staffel diese Geschichten allein erzählt, wird er in der zweiten Staffel meist von der Horror-Hexe (in der US-Fassung Old Witch) und dem Vault-Keeper davon abgehalten, damit diese beiden ihre eigenen Geschichten erzählen können. Meistens behält Grufti die Oberhand und hindert die beiden Störenfriede daran, ihm seinen Job wegzunehmen.
In der dritten Staffel wurde ein komplett anderer Animationsstil für die Serie verwendet, die Horror-Hexe und der Vault-Keeper wurden wieder aus der Serie entfernt, und Grufti mischte sich aktiv in seine Geschichten ein, während er sie in den ersten beiden Staffeln immer nur als Erzähler wiedergab.

## Synchronisation
| Rolle                                   | Englischer Sprecher | Deutscher Sprecher |
| --------------------------------------- | ------------------- | ------------------ |
| Grufti (Cryptkeeper)                    | John Kassir         | Fred Maire         |
| Horror-Hexe (Old Witch)                 | Elizabeth Hanna     | Eva-Maria Lahl     |
| Wächter der Schatzkammer (Vault-Keeper) | David Hemblen       | Christian Tramitz  |

## Ausstrahlung
Die erste und zweite Staffel wurden 1994 bei RTL in Deutschland ausgestrahlt, die dritte Staffel wurde auf dem Pay-TV-Sender YFE TV bis 6. November 2014 in Erstausstrahlung gezeigt.

## Veröffentlichungen
Im Jahr 2018 erschienen durch Pidax Film alle drei Staffeln mit jeweils 13 Episoden auf insgesamt drei DVD-Boxen. Enthalten ist neben der deutschen Synchronisation auch die englische Tonspur. Die DVDs sind mit einem Wendecover ausgestattet.
Im Oktober 2024 erschien eine Gesamtausgabe.

## Episodenliste

### Staffel 1
| Nr. (ges.) | Nr. (St.) | Deutscher Titel                       | Originaltitel                      | Erstausstrahlung (USA) |
| ---------- | --------- | ------------------------------------- | ---------------------------------- | ---------------------- |
| 1          | 1         | Gefährliche Schatzsuche               | While the Cat’s Away               | 18. September 1993     |
| 2          | 2         | Die Ameisenkämpfer                    | Nature                             | 25. September 1993     |
| 3          | 3         | Schrecken ohne Ende                   | Pleasant Screams                   | 2. Oktober 1993        |
| 4          | 4         | Der große Fischzug Ein Wagen mit Herz | Gone Fishing A Little Body of Work | 9. Oktober 1993        |
| 5          | 5         | Das dornige Röschen                   | The Sleeping Beauty                | 16. Oktober 1993       |
| 6          | 6         | Kunstwerke in Wachs                   | The Works, In Wax                  | 23. Oktober 1993       |
| 7          | 7         | Das Eismonster                        | Cave Man                           | 30. Oktober 1993       |
| 8          | 8         | Rache für Dr. Jekyll                  | Hyde and Go Shriek                 | 6. November 1993       |
| 9          | 9         | Blutsaugernacht                       | Fare Tonight                       | 13. November 1993      |
| 10         | 10        | Die Pfote des Gorillas                | Gorilla’s Paw                      | 20. November 1993      |
| 11         | 11        | Pharaos Tochter                       | This Wraps It Up                   | 4. Dezember 1993       |
| 12         | 12        | General Griesgram                     | Grounds for Horror                 | 11. Dezember 1993      |
| 13         | 13        | Das Geisterschiff                     | Ghost Ship                         | 18. Dezember 1993      |

### Staffel 2
| Nr. (ges.) | Nr. (St.) | Deutscher Titel                                               | Originaltitel                                   | Erstausstrahlung (USA) |
| ---------- | --------- | ------------------------------------------------------------- | ----------------------------------------------- | ---------------------- |
| 14         | 1         | Das Spiel ist aus                                             | Game Over                                       | 10. September 1994     |
| 15         | 2         | Kaltes Blut und heiße Herzen Eine ganz besondere Spinnenplage | Cold Blood, Warm Heart The Spider and the Flies | 17. September 1994     |
| 16         | 3         | Das Phantom der Rache Die Macht Der Vorstellungskraft         | The Avenging Phantom Myth Conceptions           | 24. September 1994     |
| 17         | 4         | Die Schreckensnachricht                                       | All the Gory Details                            | 1. Oktober 1994        |
| 18         | 5         | Die Geisterfrau im Gasthaus                                   | The Weeping Woman                               | 8. Oktober 1994        |
| 19         | 6         | Ein Spiel gegen die Macht des Bösen                           | Dead Men Don’t Jump                             | 15. Oktober 1994       |
| 20         | 7         | Die verwunschene Mine                                         | The Haunted Mine                                | 22. Oktober 1994       |
| 21         | 8         | Eine Rose zeigt ihre Dornen                                   | Growing Pains                                   | 29. Oktober 1994       |
| 22         | 9         | Die Gebrüder Gruff                                            | The Brothers Gruff                              | 5. November 1994       |
| 23         | 10        | Onkel Harry und die Geisterbahn                               | Uncle Harry’s Horrible House of Horrors         | 12. November 1994      |
| 24         | 11        | Der Dschungel schlägt zurück                                  | Hunted                                          | 19. November 1994      |
| 25         | 12        | Die verzauberte Bohnenstange                                  | Chuck (and Melvin) and the Beanstalker          | 3. Dezember 1994       |
| 26         | 13        | Mit dem Zug durch Transsylvanien                              | Transylvania Express                            | 10. Dezember 1994      |

### Staffel 3
| Nr. (ges.) | Nr. (St.) | Deutscher Titel                            | Originaltitel            | Erstausstrahlung (USA) |
| ---------- | --------- | ------------------------------------------ | ------------------------ | ---------------------- |
| 27         | 1         | Tina Teiltgern                             | Sharon Sharalike         | 9. September 1999      |
| 28         | 2         | Mein Freund, der Geist                     | Imaginary Friend         | 16. September 1999     |
| 29         | 3         | Das Müll-Monster                           | Waste Not, Haunt Not     | 23. September 1999     |
| 30         | 4         | Tücken der Technik                         | Unpopular Mechanics      | 30. September 1999     |
| 31         | 5         | Der Geist von Mount Raven                  | Competitive Spirit       | 7. Oktober 1999        |
| 32         | 6         | Ärger im Kaufhaus                          | Trouble in Store         | 14. Oktober 1999       |
| 33         | 7         | Zum fürchten schön                         | So Very Attractive       | 21. Oktober 1999       |
| 34         | 8         | Malen macht Qualen                         | Drawn and Quartered      | 28. Oktober 1999       |
| 35         | 9         | Ein verflucht gutes Buch                   | All Booked Up            | 4. November 1999       |
| 36         | 10        | Die Versammlung                            | Town Gathering           | 11. November 1999      |
| 37         | 11        | Bei Anruf Spuk                             | It’s for You             | 18. November 1999      |
| 38         | 12        | Monster haben meine Hausaufgaben gefressen | Monsters Ate My Homework | 25. November 1999      |
| 39         | 13        | Sei kein Frosch                            | Too Cool for School      | 31. Dezember 1999      |